# Storm över Ryssland
Storm över Ryssland (originaltitel: Александр Невский, engelsk titel: Alexander Nevsky) är en historisk sovjetisk film från 1938, i regi av Sergej Eisenstein. Handlingen kretsar kring den ryske folkhjälten Alexander Nevskij och kampen mot de tyska korsriddarna på 1200-talet.

## Handling och teman
Filmen handlar om Rysslands 1200-talskamp mot utländska makter, främst den mot de invaderande tyska korsriddarna. 1242 års slag på sjön Peipus, där tyskarna hejdades från att ta land österut, beskrivs ingående. Den ryske prins Alexander, som folkhjälte mer känd som Alexander Nevskij, är huvudpersonen i filmen. Storm över Ryssland var 1938 en tydlig allegori över (väst)europeiska maktambitioner i österled. I filmmanuset fick folkhjälten Alexander utsäga ett antal klassiska ryska ordspråk, vilket bidrog till att fästa filmhjältens kamp mot de tyska inkräktarna i rysk tradition.

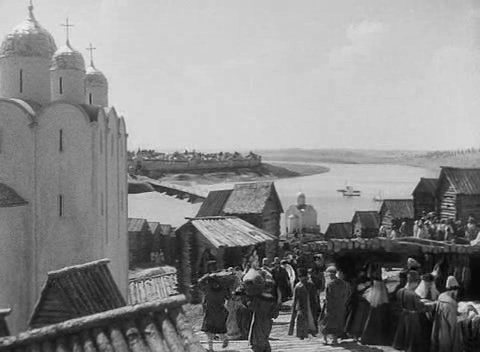
Filmvy över Novgorod.

## Produktion och mottagande
Storm över Ryssland blev Eisensteins första film efter återkomsten till Ryssland. Några år tidigare hade hans Bezjins äng både stoppats av den sovjetiska censuren och fått finansieringsproblem, efter att Eisenstein bland annat ägnat lång tid åt att tillverka två olika filmversioner från samma manus. Filmen var också den första av Eisensteins tre ljudproduktioner och beledsagades av musik komponerad av Sergej Prokofjev. För att snabba på processen fick Eisenstein manushjälp av Pjotr Pavlenko, och Dmitrij Vasiljev kallades in som medregissör. Dessutom hade Eisenstein den här gången tillgång till professionella skådespelare.
Filmen blev dock en kortvarig framgång och försvann 1939 från biograferna, i samband med att Sovjetunionen undertecknade icke-aggressionspakten med Tyskland. Mars 1941 (medan pakten fortfarande upprätthölls) belönades dock Eisenstein och tre av hans medarbetare på filmen något försenat med det nyligen instiftade Stalinpriset. Efter Tysklands invasion av Sovjetunionen några månader senare återkom den patriotiskt färgade filmen på biograferna. Redan 1939 hade filmen nominerats till det amerikanska NBR-priset för bästa utländska film.

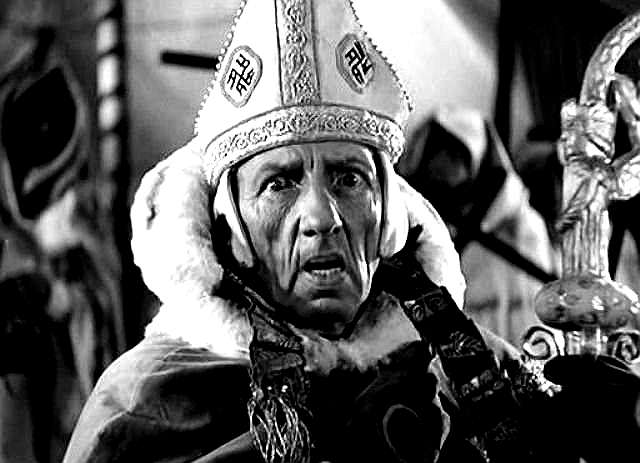
En tysk biskop i filmen. Notera den svastikaliknande symbolen på mitran.

## Utmärkelser
| År   | Pris         | Noteringar                       |
| ---- | ------------ | -------------------------------- |
| 1939 | NBR-priset   | Bästa utländska film (nominerad) |
| 1941 | Stalinpriset | Sergej Eisenstein m.fl.          |